# Alstroemeria ochracea
Alstroemeria ochracea är en alströmeriaväxtart som beskrevs av M.C.Assis. Alstroemeria ochracea ingår i släktet alströmerior, och familjen alströmeriaväxter. Inga underarter finns listade i Catalogue of Life.